# Paraphisis pachycercata
Paraphisis pachycercata är en insektsart som beskrevs av Jin, Xingbao 1992. Paraphisis pachycercata ingår i släktet Paraphisis och familjen vårtbitare. Inga underarter finns listade i Catalogue of Life.